# Торговицька сільська рада (Новоархангельський район)
| Торговицька сільська рада — колишній орган місцевого самоврядування у Новоархангельському районі Кіровоградської області з адміністративним центром у с. Торговиця. Сільській раді підпорядковані населені пункти: - с. Торговиця - с. Левківка |

## Склад ради
Рада складається з 20 депутатів та голови.

### Керівний склад ради
| ПІБ                          | Основні відомості                                                                     | Дата обрання | Дата звільнення |
| ---------------------------- | ------------------------------------------------------------------------------------- | ------------ | --------------- |
| Діденко Олександр Васильович | Сільський голова, 2006 року народження, освіта, член народної партії                  | 26.03.2006   | 31.10.2010      |
| Кернер Юрій Олександрович    | Сільський голова, 1977 року народження, освіта незакінчена вища, член Партії регіонів | 31.10.2010   |                 |

Примітка: таблиця складена за даними джерела

## Населення
Згідно з переписом УРСР 1989 року чисельність наявного населення сільської ради становила 3179 осіб, з яких 1454 чоловіки та 1725 жінок.
За переписом населення України 2001 року в сільській раді мешкало 3038 осіб.

### Мова
Розподіл населення за рідною мовою за даними перепису 2001 року:
| Мова       | Відсоток |
| ---------- | -------- |
| українська | 96,96 %  |
| російська  | 1,68 %   |
| вірменська | 1,22 %   |
| молдовська | 0,10 %   |
| білоруська | 0,03 %   |